# Serre-Eyraud
Serre-Eyraud est à la fois un village de montagne et une petite station de sports d'hiver, située sur la commune d'Orcières (Hautes-Alpes).
Le hameau de Serre-Eyraud surplombe le Champsaur et la confluence du Drac Noir et du Drac Blanc, à 1 450 m d'altitude, face à la vallée de Champoléon.

## Histoire
Tout comme sa grande sœur Orcières Merlette 1850 sur le versant opposé, la station de ski de Serre-Eyraud a été créée en 1962 par une poignée d'habitants.

## Domaine skiable
8 pistes sont tracées au milieu d'une forêt de mélèzes en exposition nord, favorable à une bonne conservation de la neige.
Serre-Eyraud est la plus petite des stations de ski de la vallée du Champsaur.